# Guadalupe Hernández Encarnación
Guadalupe Hernández Encarnación es una pelotari mexicana. Nació el 31 de mayo de 1981 en Puerto Vallarta, Jalisco. Durante el Campeonato del Mundo de Pelota Vasca de 2002, el Campeonato del Mundo de Pelota Vasca de 2006 y el Campeonato del Mundo de Pelota Vasca de 2010 ganó la medalla de oro en la especialidad de frontenis al lado de Paulina Castillo Rodríguez. Medalla de Oro en los Juegos Panamericanos y del Caribe Santo Domingo en el 2003 y Medalla de Oro en los Juegos Panamericanos y del Caribe Guadalajara 2011.